# تجويع (جريمة)

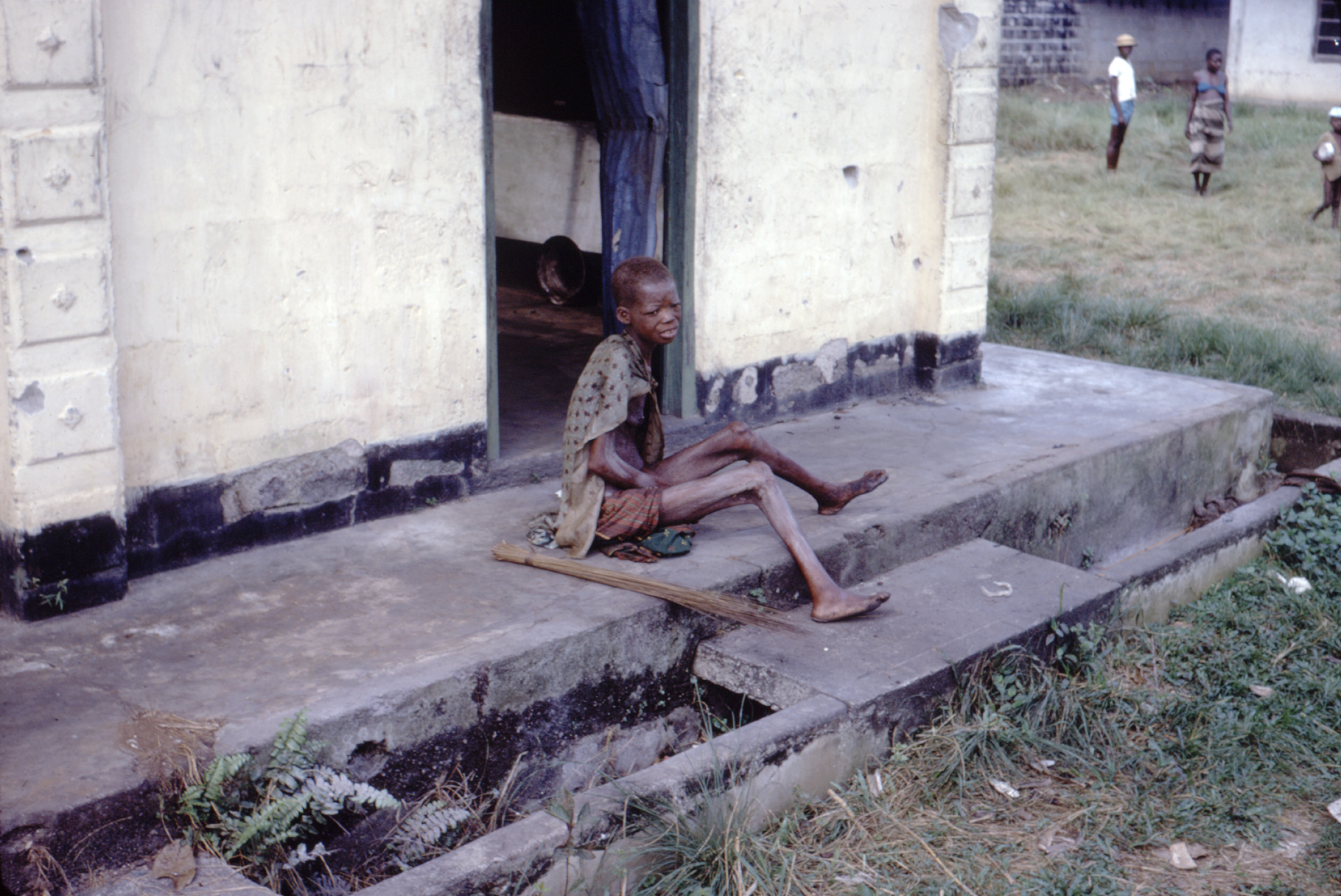
امرأة تعاني من الجوع خلال حصار بيافرا، وهو حدث ساهم بشكل كبير في تجريم التجويع.

يُعد تجويع السكان المدنيين جريمة حرب، وجريمة ضد الإنسانية، و/أو عملًا من أعمال الإبادة الجماعية بموجب القانون الجنائي الدولي الحديث.  لم يكن التجويع دائمًا غير قانوني بموجب القانون الدولي؛ فقد قضت محكمة عسكرية أمريكية بأن تجويع المدنيين خلال حصار لينينغراد ليس عملًا إجراميًا، كما أن اتفاقية جنيف لعام 1949، على الرغم من فرضها قيودًا، "قبلت بشرعية التجويع كسلاح حرب من حيث المبدأ".  تاريخيًا، أعاقت القوى الغربية التي ترغب في استخدام الحصار ضد أعدائها تطوير القوانين المناهضة للتجويع؛ إلا أنه حُظر في عام 1977 بموجب البروتوكول الأول والبروتوكول الثاني لاتفاقيات جنيف، وجُرِّم بموجب نظام روما الأساسي. وكانت الملاحقات القضائية بتهمة التجويع نادرة.

## الغرض والأسباب
يستعرض الباحثان بريدجيت كونلي وأليكس دي وال مجموعة من الدوافع التي قد تقف وراء استخدام التجويع كسلاح حرب، وتشمل ما يلي:
- الإبادة الجماعية أو الإبادة: بهدف القضاء على مجموعة سكانية معينة أو جزء كبير منها.
- فرض السيطرة عبر إضعاف السكان: بهدف إخضاعهم وكسر شوكة مقاومتهم.
- الاستيلاء على الأراضي: من خلال إجبار السكان على النزوح للسيطرة على منطقة جغرافية محددة.
- التهجير القسري للسكان: لدفعهم إلى مغادرة مناطقهم بشكل قسري.
- العقاب الجماعي: كأداة لفرض عقوبة جماعية على مجموعة سكانية.
- النهب أو الاستيلاء على الموارد: بهدف الاستيلاء على الموارد المادية أو الممتلكات.
- الاستغلال الاقتصادي: لاستغلال السكان اقتصاديًا إلى أقصى درجة ممكنة.
- دعم المجهود الحربي: عبر الاستيلاء على الموارد لتوجيهها لدعم العمليات العسكرية.
- إحداث تحول اجتماعي جذري: بهدف إعادة هندسة التركيبة الاجتماعية للمجتمع المستهدف. [5]

ويلفت دي وال الانتباه إلى ندرة الدراسات الأكاديمية المنهجية التي تتناول جرائم التجويع.  ويرى دي وال أن الصراعات الجيوسياسية في عقد العشرينيات من القرن الحادي والعشرين قد أفرزت "بيئة معيارية متساهلة تسمح بارتكاب جرائم التجويع مع الإفلات من العقاب، وتؤدي إلى تراجع العمل الإنساني الدولي". ويشير في هذا الصدد إلى أن الولايات المتحدة وحلفاءها عادة ما يوجهون انتقادات حادة لجرائم الحرب التي ترتكبها الدول المنافسة لهم. إلا أن هذا الموقف يختلف جذريًا في سياق الحرب الإسرائيلية الفلسطينية (المستمرة منذ 2023)، حيث تتبنى الولايات المتحدة وحلفاؤها تفسيرات انتقائية للقانون الدولي، الأمر الذي يعرقل بشكل كبير جهود تحقيق المساءلة عن جرائم التجويع. 

## الضحايا

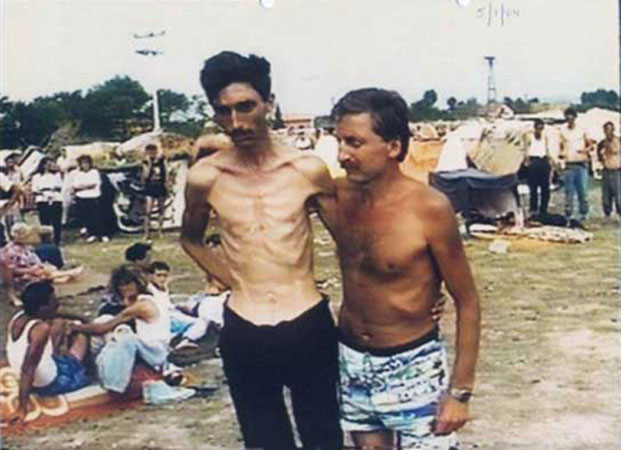
رجل هزيل في معسكر ترنوبولي بالبوسنة. في عام 1992، أدان مجلس الأمن التابع للأمم المتحدة "العرقلة المتعمدة لإيصال المواد الغذائية والإمدادات الطبية إلى السكان المدنيين في جمهورية البوسنة والهرسك"، ودعا إلى ملاحقة المسؤولين عن ذلك قضائيًا.

خلال فترات المجاعة، عادة ما تتركز معظم الوفيات في صفوف الفئات الأكثر ضعفًا، كالأطفال الصغار وكبار السن، بالإضافة إلى الأمهات الحوامل والمرضعات. أما الناجون من هذه الفترات، فإنهم غالبًا ما يعانون من إعاقات صحية دائمة تستمر معهم مدى الحياة. 
وفي هذا السياق، أصدرت المحكمة الجنائية الدولية في عام 2024 مذكرات توقيف بحق كل من رئيس الوزراء الإسرائيلي بنيامين نتنياهو ووزير الدفاع يوآف غالانت. واستندت هذه المذكرات إلى اتهامات بأنهما، خلال الفترة الممتدة من 8 أكتوبر 2023 إلى 20 مايو 2024، قاما عمدًا بحرمان السكان المدنيين في قطاع غزة من الموارد الضرورية للبقاء على قيد الحياة، كالغذاء والماء والدواء والوقود والكهرباء. وقد خلصت الدائرة التمهيدية الأولى للمحكمة إلى وجود أسباب معقولة للاعتقاد بأن هذه الممارسات تشكل جريمة الحرب المتمثلة في استخدام التجويع كأسلوب من أساليب الحرب. 

## جريمة حرب
تُعد ممارسة التجويع أسلوبًا شائعًا في الحروب على مر التاريخ، وصولًا إلى القرن الحادي والعشرين، لكنها لم تُعتبر عملًا إجراميًا خلال معظم تلك الفترة.  وفي الفترة الممتدة من منتصف القرن التاسع عشر حتى الحرب العالمية الأولى، نجحت المساعي القانونية الرامية إلى تقييد الحصارات في الحيلولة، إلى حد كبير، دون استخدام التجويع في الحروب الأوروبية، لكنها فشلت في منع وقوع المجاعات في المستعمرات التابعة للإمبراطوريات.  ويعزو المؤرخان نيكولاس مولدر وبويد فان دايك بطء عملية تجريم التجويع إلى ارتباطه الوثيق بتكتيك الحصار البحري. فهذا التكتيك كان يُستخدم على نطاق واسع من قبل القوى الغربية، مثل المملكة المتحدة وفرنسا، وهي نفس القوى التي لعبت دورًا محوريًا في صياغة وتطوير القانون الدولي. 
وقد لجأ الحلفاء إلى استخدام التجويع أثناء الحرب العالمية الأولى وبعدها،  كما استخدمته جميع القوى المتحاربة خلال الحرب العالمية الثانية.  وعلى الرغم من ذلك، لم يتم حظر هذه الممارسة صراحةً بموجب اتفاقية الإبادة الجماعية لعام 1948 أو الإعلان العالمي لحقوق الإنسان.  ورغم محاولة كل من سويسرا والاتحاد السوفيتي فرض قيود على استخدام الحصار في اتفاقية جنيف الرابعة، إلا أن حلف شمال الأطلسي (الناتو) عمد إلى تخفيف هذه الأحكام، لرغبته في الإبقاء على الحصار كسلاح يمكن استخدامه ضد الكتلة الشيوعية. ونتيجة لذلك، فإن المسودة النهائية للاتفاقية "قبلت، من حيث المبدأ، بشرعية استخدام التجويع كسلاح حرب". 
ويُعد حصار بيافرا خلال الحرب الأهلية النيجيرية المثال الأبرز في العقود اللاحقة على استخدام التجويع في الحروب.  وقد أقرت اللجنة الدولية للصليب الأحمر بأن فشل جهود الإغاثة آنذاك كان يُعزى جزئيًا إلى قوانين الحصار التي أيدتها القوى الغربية، مما دفعها إلى تكثيف مساعيها لتوفير حماية قانونية أقوى للمدنيين.  وقد أثمرت هذه الجهود عن إقرار البروتوكول الإضافي الثاني لعام 1977، الذي ينص على أن "الأعيان التي لا غنى عنها لبقاء السكان المدنيين" تتمتع بالحماية ويُحظر مهاجمتها. 
وينص نظام روما الأساسي للمحكمة الجنائية الدولية على أن التجويع يُعد جريمة حرب عند ارتكابه في سياق نزاع مسلح دولي. وفي عام 2018، اقترحت سويسرا تعديلًا لتوسيع نطاق هذا التجريم ليشمل النزاعات المسلحة غير الدولية (الحروب الأهلية).  وقد حظي هذا المقترح بقبول جميع الدول الأطراف في نظام روما الأساسي، وصدقت عليه إحدى عشرة دولة حتى الآن.  ومع ذلك، يؤكد العديد من الخبراء أن تجريم التجويع في النزاعات المسلحة غير الدولية هو مبدأ راسخ بالفعل في القانون الدولي العرفي، وقد تمت بالفعل ملاحقات قضائية على هذا الأساس. 
وفي طرح قانوني متقدم، يجادل الباحث توم داننبوم بأن التجويع الناجم عن الحصارات يجب أن يُصنف أيضًا كشكل من أشكال التعذيب، وبالتالي يجب حظره على هذا الأساس. 

## جريمة ضد الإنسانية
لا يتضمن نظام روما الأساسي للمحكمة الجنائية الدولية نصًا صريحًا يُدرج التجويع بحد ذاته كجريمة ضد الإنسانية. ولكن، يمكن لممارسة التجويع أن تستوفي الأركان المادية والمعنوية لجرائم أخرى محددة ضد الإنسانية. ومن بين هذه الجرائم، جريمة "الأفعال اللاإنسانية الأخرى ذات الطابع المماثل التي تتسبب عمدًا في معاناة شديدة، أو في إلحاق أذى خطير بالجسم أو بالصحة العقلية أو البدنية".  والجدير بالذكر أن الإدانة بموجب هذا النص لا تشترط وجود نية متعمدة للتسبب في التجويع، بل يكفي إثبات "العلم باحتمالية وقوع الضرر ذي الصلة" فقط. 
كذلك، يمكن الملاحقة القضائية للتجويع بوصفه جريمة تعذيب، على الرغم من أن المدعين العامين قد يحتاجون، وفقًا للسوابق القضائية للمحكمة، إلى إثبات وجود غرض محدد من وراء ممارسة التجويع، أو إثبات أن الضحايا كانوا خاضعين لسيطرة الجاني الفعلية.  وفي حال أدى التجويع إلى الموت، فإنه قد يرقى إلى مستوى جريمة القتل العمد، وهي أيضًا جريمة ضد الإنسانية. وفي هذا الإطار، أدانت المحكمة الجنائية الدولية ليوغوسلافيا السابقة رادوفان كاراديتش بارتكاب جريمة القتل ضد الإنسانية، وذلك بسبب تجويع السجناء حتى الموت. وتتطلب الإدانة بجريمة القتل إثبات أن فعل المتهم أو امتناعه عن الفعل كان مصحوبًا بنية القتل، أو إلحاق أذى جسدي خطير، أو العلم بأن الوفاة نتيجة محتملة للفعل. 
أما جريمة الإبادة، وهي جريمة ضد الإنسانية، فتشمل "الإخضاع العمدي لجماعة من السكان لظروف معيشية، ومن ضمنها الحرمان من الحصول على الغذاء والدواء، بشكل يُقصد به إهلاك جزء من هؤلاء السكان".  وعلى عكس جريمة القتل، فإن هذه الجريمة تتطلب قصدًا جنائيًا خاصًا وتستبعد فكرة "النية الاحتمالية". ووفقًا للباحث فنتورا، "يجب أن يتصرف الجاني بنية واضحة لقتل أعداد كبيرة من الناس على نطاق واسع، أو إخضاعهم بشكل منهجي لظروف تؤدي حتمًا إلى وفاتهم." 

## الإبادة الجماعية
في حال ارتكابها بنية تدمير جماعة محمية، كليًا أو جزئيًا، يمكن الملاحقة القضائية لممارسة التجويع بوصفها عملًا من أعمال الإبادة الجماعية.  وفي الدعوى التي رفعتها جنوب إفريقيا ضد إسرائيل، تدفع بأن إسرائيل "تستخدم التجويع كسلاح حرب، وبهدف تحقيق غاياتها المتمثلة في إفراغ غزة من سكانها عبر التسبب في الموت الجماعي والتهجير القسري للفلسطينيين". 

## أحكام قضائية
على عكس جرائم القتل المباشر، تتميز جريمة التجويع بوجود مسافة زمنية ومكانية تفصل بين فعل الجاني والأثر المدمر الذي يلحق بالضحايا. وهو جانب يجعل من الملاحقة القضائية لهذه الجرائم تحديًا قانونيًا كبيرًا.  ومن الناحية التاريخية، كانت الملاحقات القضائية المتعلقة بجرائم التجويع نادرة الحدوث. 
ففي "محاكمة القيادة العليا" — وهي إحدى المحاكمات العسكرية التي أقامتها الولايات المتحدة لمحاكمة قادة ألمان على جرائم حرب — قضى القاضي بأن "قطع كافة مصادر العيش القادمة من الخارج يُعتبر إجراءً مشروعًا... قد نتمنى لو أن القانون كان على خلاف ذلك، لكن علينا أن نطبقه كما هو".  بل إن المحكمة اعتبرت في حينه أن أفعالًا مثل قتل المدنيين الفارين من منطقة محاصرة هي ممارسات قانونية.  وفي السياق ذاته، اعتبر قضاة الحلفاء أن الحصارات التي تؤدي إلى التجويع — بما في ذلك حصار لينينغراد الذي أودى بحياة مئات الآلاف من المدنيين السوفييت — هي ممارسات مشروعة بموجب القانون السائد آنذاك. 
في إطار الدعوى التي أقامتها جنوب إفريقيا ضد إسرائيل أمام محكمة العدل الدولية بتهمة ارتكاب إبادة جماعية، تم تسليط الضوء على استخدام إسرائيل للتجويع القسري كسلاح حرب في قطاع غزة، وهو ما أكدته تقارير صادرة عن الأمم المتحدة. 